# Canaux patagoniens
Les canaux patagoniens ou canaux patagons ou canaux patagoniques sont un ensemble de canaux ou chenaux maritimes qui s'étendent approximativement du 44e au 49e degré de latitude nord dans la zone australe du Chili. Ils se situent au nord du détroit de Magellan qui les sépare de leurs équivalents austraux dits « chenaux fuégiens ».
Administrativement, les canaux patagoniens appartiennent à la région de Magallanes et de l'Antarctique chilien et à la région Aisén del General Carlos Ibáñez del Campo, qui sont les régions chiliennes XII et XI respectivement.

## Histoire

### Peuples autochtones
Les premiers êtres humains connus à y avoir navigué sont les peuples Chonos, Kawésqar et Yagan, chasseurs-cueilleurs dépendant des ressources aquatiques, qui s'y déplaçaient en canoë. 
Au début du XXIe siècle, ce peuple, comme les autres aborigènes de la Terre de Feu (Selk'nam et Haush), s'est regroupé au sein de plusieurs communautés (Communauté Yagan de la Bahia Mejillones, sur l'île Navarino, Chili; Communauté Yagan Paiakoala, d'Ushuaia, Argentine; et Communauté Yagan Löm Sapakuta à Punta Arenas, Chili), après avoir subi les effets de la colonisation occidentale commencée dans la seconde moitié du XIXe siècle.

## Géographie

Schéma synoptique des canaux fuégiens et patagoniens chiliens (nord à droite, sud à gauche)

## Sources , notes et autres références
- (es) Cet article est partiellement ou en totalité issu de l’article de Wikipédia en espagnol intitulé « Canales patagónicos » (voir la liste des auteurs).

1. ↑  « SIGPA - Comunidad Yagán de Bahía Mejillones », sur www.sigpa.cl (consulté le 14 août 2024)
2. ↑  Karukinka, « Le statut juridique de la Communauté Yagan Paiakoala a été validé (11/3/2021, Communication de l'INAI, Institut National des Affaires Indigènes d'Argentine) - Karukinka », sur karukinka.eu, 14 mars 2021 (consulté le 14 août 2024)
3. ↑  (es) « Se inscribió la personería jurídica de la comunidad YAGAN PAIAKOLA », sur Argentina.gob.ar, 11 mars 2021 (consulté le 14 août 2024)
4. ↑  (es) SIGPA, Sección de Registro e Investigación  Subdirección de Patrimonio Cultural Inmaterial Servicio Nacional del Patrimonio, « CESTERÍA YAGÁN, COMUNIDAD INDÍGENA YAGÁN LÖM SAPAKUTA », Sección de Registro e Investigación  Subdirección de Patrimonio Cultural Inmaterial Servicio Nacional del Patrimonio,‎ 2019 (chrome-extension://efaidnbmnnnibpcajpcglclefindmkaj/https://www.sigpa.cl/media/upload/docs/CESTERIA_YAGAN-_COMUNIDAD_LOM_SAPAKUTA_PUNTA_ARENAS_CIP2019_08-10-2020_publico.pdf  [PDF])